# 索尼娱乐
索尼娱乐（Sony Entertainment）是一家成立于2012年的全球娱乐公司。经营索尼的大多数电影，电视和音乐业务。它是日本索尼集團公司的子公司，由索尼在美国的分部索尼美国管理。

## 历史
2012年3月30日，索尼影视娱乐的首席执行官麥可·林頓被任命为索尼美国分部的首席执行官，负责监督索尼的全球娱乐业务；并且索尼影视娱乐的执行副总裁兼法律顾问妮科尔·塞利格曼被任命为分部总裁。2013年4月9日，林顿与公司续签了合同。
2016年2月28日，在索尼工作了15年的塞利格曼辞职，并于3月底离开公司。
2017年1月13日，林顿宣布辞去索尼娱乐的首席执行官，索尼影视娱乐的董事长兼首席执行官职务，成为Snap公司的董事长。同年6月1日，托尼·文西奎拉接任他董事长兼首席执行官的位置。
2016年12月，多家新闻媒体称，索尼正考虑通过合并其电视和电影业务——索尼影视娱乐与其游戏业务——索尼互动娱乐来重组其美国业务。据报道，这次重组将把索尼影视娱乐置于索尼互动娱乐的首席执行官安德鲁·豪斯的领导之下，但是豪斯不会接管其日常运营。据一份报告称，索尼将在次年（2017年）3月财年结束时就其电视，电影和游戏业务合并做出最终决定。然而，从索尼在2017年的活动来看，传闻中的合并从未实现。
2019年7月17日，索尼宣布将合并索尼音乐娱乐公司和索尼/聯合電視音樂出版有限责任公司，组成索尼音乐集团，合并于2019年8月1日完成。
2021年10月11日，索尼影視娛樂網路印度公司（Sony Pictures Networks India）和印度Zee娛樂公司（Zee Entertainment Enterprises）合併成為印度最大的廣播電視企業。

## 公司

### 索尼影视娱乐
- 索尼影业集团（英语：Sony Pictures Motion Picture Group）
- 索尼影视电视

### 索尼音乐集团（英语：Sony Music Group）
- 索尼音乐娱乐
- 索尼音樂發行有限责任公司

## 外部連結
- 索尼影视娱乐官方网站 （页面存档备份，存于）
- 索尼音乐娱乐官方网站 （页面存档备份，存于）
- 索尼/聯合電視音樂出版官网 （页面存档备份，存于）